# Omolon

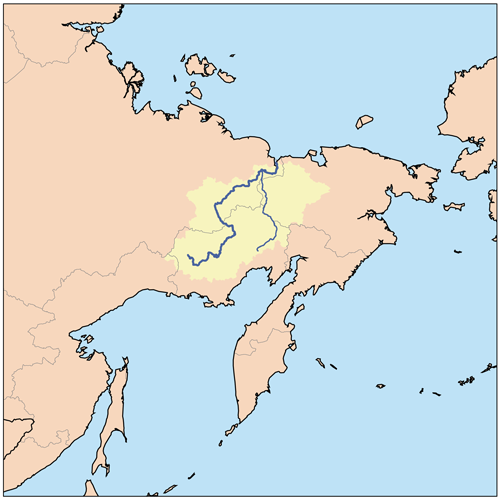
Sông Omolon (phải) đổ vào sông Kolyma

Omolon (tiếng Nga: Омолон) là một chi lưu chính của sông Kolyma tại đông bắc Siberi. Sông có chiều dài 1.150 kilômét (710 mi). Diện tích lưu vực là 118.600 km². Sông Omolon bị đóng băng vào tháng 10 cho đến cuối tháng 5 -đầu tháng 6. 600 kilômét (370 mi) hạ du của sông có thể thông hành.
Sông khởi nguồn từ tỉnh Magadan cách biển Okhotsk chỉ dưới 100 kilômét (62 mi), chảy lên phía bắc, tạo thành một phần ranh giới giữa Magadan và Chukotka, qua Chukota, ngay sau đó đến cộng hòa Sakha và hợp vào Kolyma tại điểm cách Bắc Băng Dương 125 kilômét (78 mi). Lưu vực sông bị giới hạn: Phía tây là các nhánh của sông Kolyma, phía nam là sông Penzhina và các sông khác chảy về phía nam, phía đông là sông Anadyr và phía đông bắc là sông Bolshoy Anyuy. Thượng du Omolon là vùng phụ núi cao trên cao nguyên, trung du là rừng phương Bắc và hạ du là lãnh nguyên. Có một Zakaznik tại Chukotka để bảo vệ rừng.
Các chi lưu chính của sông là Molongda, sông Oloy (dài 471 kilômét (293 mi), chi lưu lớn nhất), Oloychan, Kedon.